# Aaron Pryor
Aaron Pryor (* 20. Oktober 1955 in Cincinnati, Ohio; † 9. Oktober 2016) war ein US-amerikanischer Boxer.

## Kindheit
Pryor war ein uneheliches Kind. Mit acht Jahren wurde er von einem Priester missbraucht. Im Alter von 14 Jahren zog er von zu Hause aus und lebte mehr oder weniger in der Trainingshalle.

## Amateur
Pryor absolvierte 220 Amateurkämpfe mit 204 Siegen und 16 Niederlagen. 1975 gewann er im Leichtgewicht die Silbermedaille bei den Panamerikanischen Spielen in Mexiko. Er schlug Thomas Hearns als Amateur, wurde 1976 Golden Gloves Sieger, unterlag aber zweimal Howard Davis und konnte sich nicht für die Olympischen Spiele qualifizieren. Davis gewann später die Goldmedaille.

## Profi
Pryor wurde 1976 Profi. Er boxte zunächst im Leichtgewicht, erhielt aber 1980 in der nächsthöheren Gewichtsklasse, dem Halbweltergewicht, gegen den hoch angesehenen, aber alt gewordenen Kolumbianer Antonio Cervantes eine Titelchance bei der WBA in Pryors Heimatstadt. Cervantes schlug zu Boden, dennoch gewann Pryor durch K. o. in der vierten Runde. Vor dem Kampf hatte Pryor Cervantes ein Foto geschickt, auf dem er in einem Sarg liegend zu sehen war.
Der typische Pryorstil war sehr intensives, druckvolles Boxen, jedoch nicht aus der für diesen Stil typischen Halbdistanz. Stattdessen stand er meist tänzelnd etwas außerhalb der Reichweite der gegnerischen Führhand und ging dann nach vorne in and out wie das eigentlich nur bei Konterboxern üblich ist. Auch den typischsten Schlag von Pryor, der Aufwärtshaken mit der Führhand, sieht man selten.
Er verteidigte den WBA-Titel mehrfach, wobei er gegen Dujuan Johnson und den japanischen Rechtsausleger Akio Komeda jeweils am Boden war. Berühmt wurden aber vor allem zwei Kämpfe gegen Alexis Argüello, der aus den unteren Gewichtsklassen kam und mit 2 zu 1 bei den Buchmachern favorisiert wurde, Pryor aber im Halbweltergewicht nicht gewachsen war. Im ersten Kampf gab ihm sein Trainer Panama Lewis aus einer dubiosen Flasche zu trinken; „The one I mixed earlier“ sagte er zu einem Helfer. Viel wurde darüber spekuliert, was in der Flasche gewesen sei. In der Vorbereitung zum Rückkampf verließ ihn seine zweite Frau. Darauf führt er teilweise seine Kokainprobleme zurück. Er wechselte den Trainer und heuerte Emanuel Steward an. Lewis hatte er versprochen, nie gegen die Legende Roberto Durán zu boxen, der ein Schwager von ihm war.
1984 nahm er den neu eingeführten IBF-Titel an. Immer mehr standen seine Alkohol- und Drogenprobleme in den Schlagzeilen. Sugar Ray Leonard sagte vor laufender Kamera, dass er nicht gegen ihn kämpfen wolle. Nach einer Kampfbörse von 1,5 Millionen Dollar für den zweiten Argüellokampf bot man ihm nun 100.000 $ für den Kampf gegen Johnny Bumphus. So trat er 1985 zunächst mit 27 Jahren zurück und legte seine Titel nieder.
1987 machte er jedoch ein Comeback, verlor aber durch K. o. gegen Bobby Joe Young, die erste und einzige Niederlage seiner Profilaufbahn.
Er machte bis 1990 noch drei Nichttitelkämpfe, kam aber nicht mehr in Form und beendete schließlich endgültig seine Karriere.
1991 war er für sechs Monate wegen Drogenbesitzes in Haft. Im Jahr 1996 wurde er in die International Boxing Hall of Fame aufgenommen.
Zuletzt arbeitete er als Pastor und Trainer (Tim Austin, zeitweise Larry Donald).

## Sonstiges
Aaron Pryor hat drei Söhne, die ebenfalls Boxer sind.